# Elo Hansen
Elo Hansen (* um 1945) ist ein ehemaliger dänischer Badmintonspieler.

## Karriere
Elo Hansen wurde 1970 Europameister im Herrendoppel mit Per Walsøe. Bei derselben Veranstaltung gewann er Silber im Einzel. 1976 gewann er noch einmal einen Europameistertitel mit dem dänischen Team und Silber im Einzel.

## Sportliche Erfolge
| Saison    | Veranstaltung                   | Disziplin    | Platz | Name |
| --------- | ------------------------------- | ------------ | ----- | --- |
| 1967      | Norwegian International         | Mixed        | 1     | Elo Hansen / Lizbeth von Barnekow |
| 1967      | Norwegian International         | Herrendoppel | 1     | Erland Kops / Elo Hansen |
| 1968      | Europameisterschaft             | Herreneinzel | 3     | Elo Hansen |
| 1969      | All England                     | Herrendoppel | 3     | Elo Hansen / Ippei Kojima |
| 1969      | French Open                     | Herreneinzel | 1     | Elo Hansen |
| 1969      | French Open                     | Mixed        | 1     | Elo Hansen / L. Horvid |
| 1970      | Europameisterschaft             | Herrendoppel | 1     | Elo Hansen / Per Walsøe |
| 1970      | Europameisterschaft             | Herreneinzel | 2     | Elo Hansen |
| 1970      | Dutch Open                      | Herreneinzel | 1     | Elo Hansen |
| 1971      | Swedish Open                    | Herreneinzel | 1     | Elo Hansen |
| 1972      | Europameisterschaft             | Herrendoppel | 3     | Erland Kops / Elo Hansen |
| 1972      | Denmark Open                    | Mixed        | 1     | Elo Hansen / Ulla Strand |
| 1972      | Nordische Meisterschaften       | Mixed        | 1     | Elo Hansen / Ulla Strand |
| 1973      | Denmark Open                    | Mixed        | 1     | Elo Hansen / Ulla Strand |
| 1973      | Nordische Meisterschaften       | Herrendoppel | 1     | Flemming Delfs / Elo Hansen |
| 1973      | USSR International              | Mixed        | 1     | Elo Hansen / Lene Køppen |
| 1973      | Nordische Meisterschaften       | Mixed        | 1     | Elo Hansen / Ulla Strand |
| 1973      | Norwegian International         | Herreneinzel | 1     | Elo Hansen |
| 1973/1974 | Dänemark: Einzelmeisterschaften | Mixed        | 1     | Elo Hansen / Ulla Strand, Københavns BK |
| 1974      | Europameisterschaft             | Herrendoppel | 3     | Elo Hansen / Flemming Delfs |
| 1974      | Portugal International          | Herreneinzel | 1     | Elo Hansen |
| 1974      | Nordische Meisterschaften       | Mixed        | 1     | Elo Hansen / Pernille Kaagaard |
| 1974/1975 | Dänemark: Einzelmeisterschaften | Herrendoppel | 1     | Elo Hansen / Flemming Delfs, Københavns BK                                                                                                  |
| 1975      | Norwegian International         | Herrendoppel | 1     | Elo Hansen / Flemming Delfs |
| 1975      | Norwegian International         | Mixed        | 1     | Elo Hansen / Inge Borgstrøm |
| 1975/1976 | Dänemark: Einzelmeisterschaften | Herrendoppel | 1     | Elo Hansen, Hvidovre BC / Flemming Delfs, Værløse                                                                                           |
| 1976      | Europameisterschaft             | Herreneinzel | 2     | Elo Hansen |
| 1976      | Europameisterschaft             | Mannschaft   | 1     | Dänemark (Flemming Delfs, Jesper Helledie, Steen Skovgaard, Jette Føge, Susan Hansen, Elo Hansen, Gert Hansen, Lene Køppen, Lonny Bostofte) |
| 1976      | Swedish Open                    | Herrendoppel | 1     | Flemming Delfs / Elo Hansen |
| 1976      | Norwegian International         | Mixed        | 1     | Elo Hansen / Pernille Kaagaard |
| 1976      | Dutch Open                      | Herrendoppel | 1     | Flemming Delfs / Elo Hansen |